# アポロA-004

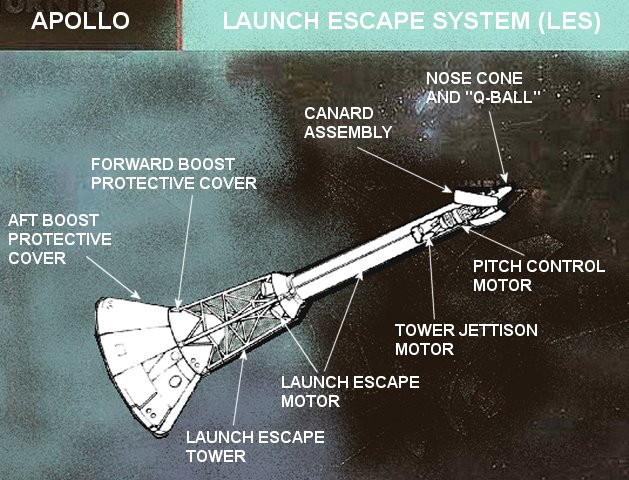
緊急脱出用ロケット概念図（NASA）

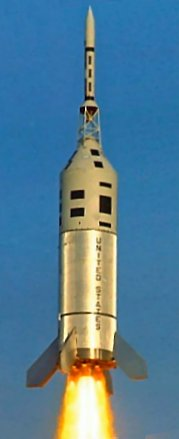
飛行中のリトル・ジョーII ロケット

アポロA-004はアメリカ合衆国のアポロ計画において、6回目に行われた緊急脱出用ロケット（launch escape system, LES）の発射実験である。LESの試験はこれが最後になった。

## 目的
A-004はLESの最終試験であり、また初めて司令船の実物が使用された実験でもあった。そのため、翌年の1月27日に司令船の火災事故で飛行士3名が犠牲になり、それに「アポロ1号」の名が冠せられるまでは、このフライトがアポロ1号と呼ばれていた。今回の実験の目的は、
(1) 空力的な限界に達するような状況下で、LESが正確に作動するか
(2) LESが限界高度でモーターを噴射した後、適切に機体を安定させ正しい方向に導けるか
を試験することであった。
実験に使用するリトル・ジョーII ロケットはこれが最後の飛行であり、4基のアルゴル（Algol）ロケットと5基の補助エンジンを搭載して、出力は1,766kNとこれまでで最も強力なものになっていた。司令・機械船およびLESにもいくつかの改良が加えられており、パラシュートはPAT-2と同じものが使用されていた。

## 飛行
技術的な問題や気象条件により若干の遅れはあったものの、A-004は1966年1月20日15:17:01（UTC）ホワイト・サンズミサイル基地から発射された。予定高度に到達し、地上の管制官が司令を送ると、LESはロケット・モーターに点火して大きく回転しながらリトル・ジョーII から分離された。回転速度は、ヨーおよびピッチ運動が160度/秒、ロール運動が70度/秒であった。前方部のカナード（canard, 小翼）が展開されると、機体は4回転した後、司令船の耐熱保護シールドを進行方向に向ける姿勢で安定した。LESの切り離しやパラシュートの展開も問題なく行われ、司令船は発射台から34.63km離れた地点に着陸した。到達高度は23.83kmであった。